# Lünette (Festungsbau)

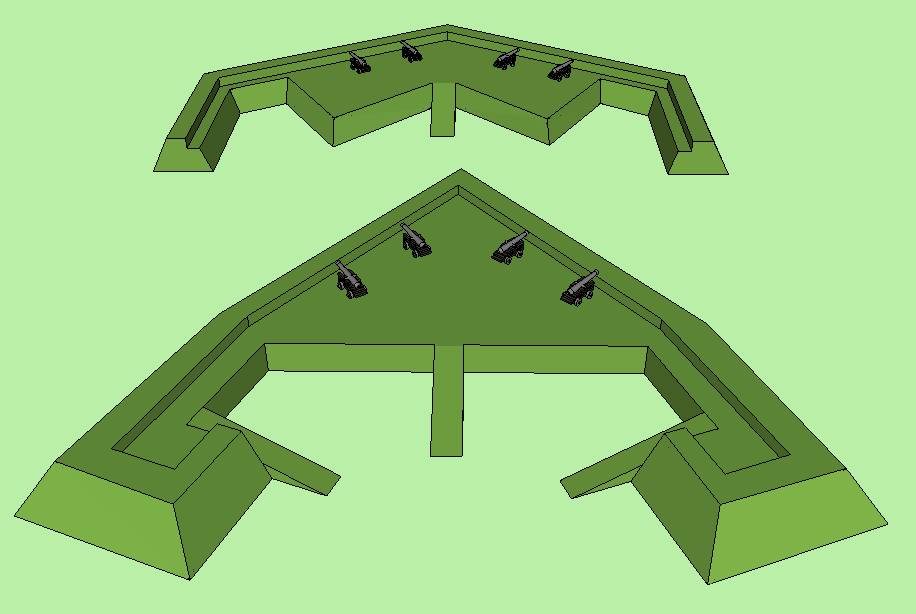
Idealtypische Darstellung von in der Kehle offenen Lünetten (oben eine flache, unten eine tiefe Lünette). In beiden Werken sind in der Spitze Geschütze aufgestellt.

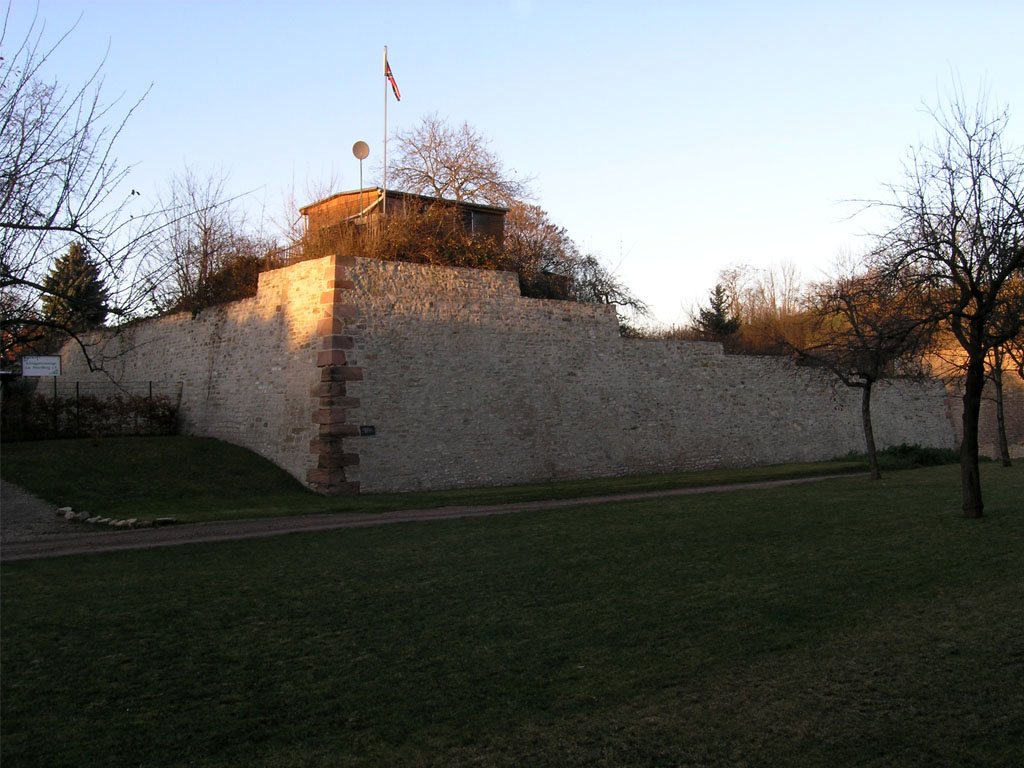
Lünette II der Zitadelle Petersberg (errichtet 1708)

Lünette (von französisch lunette, „Brille“; das Wort leitet sich ursprünglich von „kleiner Mond“ her) bezeichnet seit dem 17. Jahrhundert im frühneuzeitlichen Festungsbau ein selbständiges Festungswerk mit zwei Facen und zwei Flanken.

## Geschichte
Eine Lünette ist ein selbständiges Festungswerk, das im Grundriss einer Bastion ähnelt (eine Bastion steht allerdings immer in Verbindung mit einem Wall). Die Rückseite einer Lünette, Kehle genannt, konnte offen sein oder durch eine Mauer, eine Palisade oder einen niedrigen Erdwall gegen einen direkten Sturmangriff gesichert werden. Vorgeschobene Lünetten waren häufig durch einen geschützten Gang (→ Kommunikation) mit der äußeren Umwallung einer Festung verbunden. Allerdings besaßen auch im 19. Jahrhundert erbaute detachierte Forts, also vollständig von der Umwallung abgesonderte, weit vorgeschobene Werke, häufig die Form von Lünetten.
Die Lünette als vorgeschobenes selbständiges Werk ist nicht mit einem „Halbmond“ (franz. Demi-lune) zu verwechseln, der immer im Graben unmittelbar vor der Spitze einer Bastion errichtet wurde (auch wenn ein Halbmond manchmal die Form einer Lünette haben kann).

## Zur erweiterten Definition des Begriffs
Bei der Verwendung des Wortes ist zu beachten, dass im erweiterten Sinn die Bezeichnung Lünette an den Grundriss des Werkes gebunden ist (sprich: zwei Facen und zwei Flanken), unabhängig von seiner Funktion oder der Aufgabe des Werkes in Verbindung mit der Festung. Daher kann bei der Beschreibung eines Ravelins, ein Werk das zum Schutz der Kurtine immer zwischen zwei Bastionen errichtet wurde, sowohl von einer Lünette oder von einer Flesche (ein Werk mit zwei Facen, ohne Flanken) gesprochen werden, wobei in beiden Fällen lediglich die Form und nicht die Funktion gemeint ist.

## Erhaltene Beispiele
Lünetten wurden häufig vor den Ravelins (Wallschilden) als weiter vorgeschobene Außenwerke vor die Hauptwälle von Festungen gelegt. In Deutschland haben sich nur wenige Beispiele von Lünetten vollständig erhalten, wie die Zitadelle Petersberg, Erfurt. Hier flankiert noch eine Lünette den Ravelin Anselm, das südliche Gegenstück vor der Bastion Gabriel ist heute verschwunden. Auch in Köln sind noch Teile einer Lünette der ehemaligen Großfestung dokumentierbar. In der Festung Landau  wird aus dem ehemaligen Lunettengürtel mit 17 Lunetten die Lunette No.41 „Alexander“ mit tour d'arcon wieder ausgegraben und mit ihrem großen Tunnelsystem restauriert.